# Saskia De Coster
Saskia de Costerová (* 1976) je vlámská spisovatelka, scenáristka a redaktorka.

## Biografie
Narodila se v zimě roku 1976. Píše už od dětství, když jí bylo 11 let, získala první ocenění v národní soutěži „Mladý Novinář“ („Junior Journalist“). V letech 1994–1998 studovala germanistiku na Katolické univerzitě v Lovani (KUL). O rok později pak absolvovala magisterský obor literární věda, na stejné univerzitě.

## Dílo
Debutovala v roce 2000 v časopisu Nieuw Wereldtijdschrift (který později zanikl) povídkou Onder elkaar (Mezi sebou), která pojednávala o úpadku podivné rodiny. Současně se věnovala výtvarnému umění a tvorbě videoartu. Vedle toho i přispívala do knižní přílohy vlámského deníku De Morgen.

V roce 2002 vyšel její první román pod názvem Vrije val (Volný pád). Román popisuje příběh obryně Charlotte a hubeného chlapečka Atlantis, který si neví se sebou rady. Spolu procestují celý svět na lodi a prožijí různé zážitky. Kritika ho přijala téměř jednoznačně kladně. Ve stejném roce redakce literárního časopisu Brakke Hond zařadila De Costerovou mezi nové vlámské talenty ve sborníku Mooie jonge honden (Krásní mladí psi). 

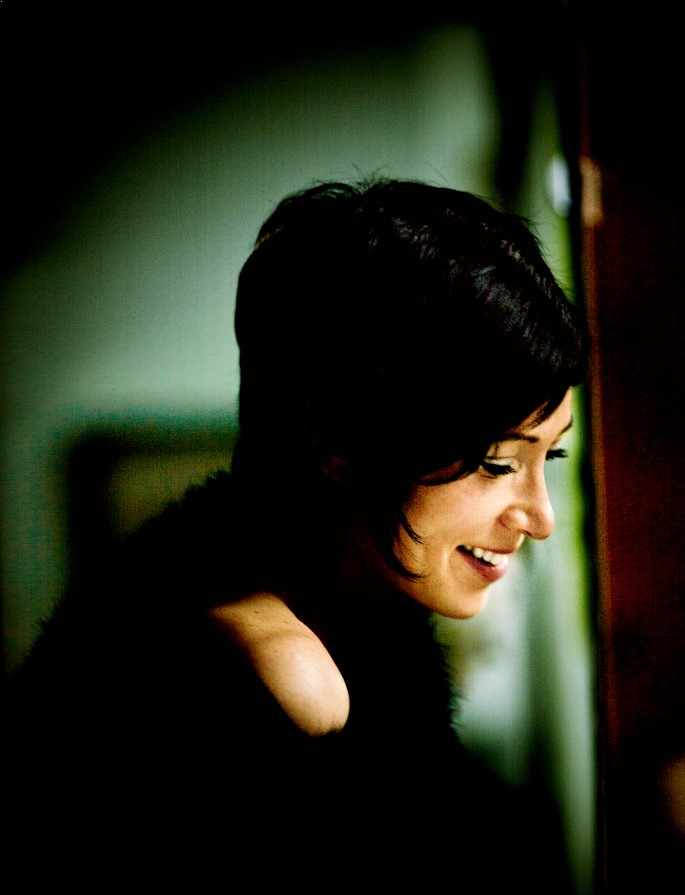
Saskia de Costerová, 2006

Kromě toho, že píše romány, také pravidelné publikuje sloupky v periodickém tisku (mimo jiné přispívá do deníku De Morgen a De Standaard). Navíc píše scénáře pro divadelní společnosti a pracuje jako písňová textařka. Je členkou redakce literárního časopisu DWB (Dietsche Warande & Belfort), což je nejstarší vlámský literární časopis.
V roce 2004 představila svůj druhý román Jeuk (Svědění), který pojednává o bastardovi Borisovi a jeho mluvící kryse. Oba mají za cíl ztrpčovat Borisovu nevlastnímu bratru život. O dva roky později vyšel Eeuwige roem (Věčná sláva). V kterém se může čtenář seznámit s věštcem Lou a se zpěvačkou Julie. V roce 2007 měla pak velký úspěch se čtvrtým románem Held. Za něj de Costerová získala cenu “Cutting Edge Award 2007” za nejlepší román v nizozemském jazyce. Held se opírá o příběh dvou osamělých dětí, devítileté Lien a jejího nepřítele/kamaráda autistického chlapce Marcuse. I když Lien cítí k tomu chlapci odpor, současně ji přitahuje. V roce 2008 byl román Held přeložen do češtiny pod názvem Hrdina .
Jejími velkými vzory jsou spisovatelé Vladimir Nabokov a Virginia Woolfová. Nepřekvapuje proto, že se literární tvorba de Costerové vyznačuje důrazem na formu na úkor sevřeného příběhu či psychologického prokreslení postav. Bývá přirovnávána také k anglické spisovatelce Jeanette Wintersonové.

### Česky
2008	Hrdina z nizozemského originálu Held, přel. Magda de Bruin–Hüblová, Pistorius & Olšanská